# Bez věcí nad věcí
Bez věcí nad věcí,  v německém originále 100 Dinge, je německá komedie režiséra a scenáristy Floriana Davida Fitze, který si ve filmu i zahrál hlavní roli. Kromě něj se ve snímku objevili Matthias Schweighöfer, Miriam Stein, Hannelore Elsner, Wolfgang Stumph a Katharina Thalbach. Film pojednává o dvou kamarádech a obchodních partnerech, kteří se vsadí, že se na 100 dní vzdají všech svých věcí. Tato sázka má ovšem velké důsledky na jejich pracovní a osobní život. 
Film měl v Německu premiéru v kinech dne 6. prosince 2018. V českých kinech se film poprvé objevil 18. července 2019. Němečtí kritici film hodnotili vesměs pozitivně a film v roce 2019 získal cenu Romy v kategorii nejlepší scénář celovečerního filmu (Florian David Fitz). 

## Obsah filmu
Paul a Toni jsou kamarády od dětství, ale od té doby spolu také soupeří, a to nejen o přízeň Paulových rodičů, ale i o srdce spolužačky. V dospělosti pracují v berlínském IT startupu a obklopují se materiálními věcmi. Paul shromažďuje věci, které nikdy nepoužije, například si na aukcích kupuje drahé tenisky. Toni se zase nadměrně věnuje svému vzhledu. Paul vyvine aplikaci „Nana“, personalizovaný asistenční systém ve smartphonu, poskytující přizpůsobená doporučení, která pravděpodobně povedou k nákupu. Díky ní vyhrají konkurz a upoutají pozornost Davida Zuckermana, který jim za aplikaci nabízí 4 miliony eur. 
Na firemním večírku dojde k výměně názorů mezi opilými Paulem a Tonym. Paul totiž zjistil, že Tony do Paulovy aplikace naprogramoval software a použil ho jako testovací subjekt. Paul už mu nedůvěřuje a navrhuje sázku, že se oba na 100 dní vzdají všech svých materiálních věcí. Všechny své věci zamknou je do skladu a každý den o půlnoci si mohou vzít jednu věc zpět. Pokud jeden z nich sázku poruší, polovina jeho majetku připadne zaměstnancům firmy. Tony sázku přijímá. Zaměstnanci se postarají o důsledné dodržování, a tak se Tony a Paul druhý den probudí nazí ve svých prázdných bytech.
Paul a Tony se první noc vydávají nazí do skladiště, kde si Paul jako svou první věc bere zimní kabát, Tony zase spacák. Další dny si musí stanovit priority, aby zvládli každodenní život. Během těchto dní se začnou vyjevovat skryté konflikty a soutěživost mezi Paulem a Tonym. Ve skladišti se také oba seznamují s tajemnou Lucy, do které se Tony zamiluje. Během jednání se Zuckermanem se díky Tonyho lsti zvýší cena celého startupu na 14 milionů eur. Vztahy mezi dvěma kamarády se ale zhorší natolik, že si dělají naschvály a nedůvěřují si. Paul navíc zjistí, že Lucy je závislá na nakupování a Tonymu to prozradí.
Tony zjišťuje, že bez Lucy nemůže žít, kontaktuje ji, ale vypadá to, že ona s ním nic nechce mít. Paul zjistí, že mu život utíkal mezi prsty, během sázky zemřela jeho milovaná babička a on zůstal sám. Rozhodne se tedy ze dne na dne odjet z města. Tony ho vyhledá a s Paulem se usmíří. Při usmíření ve firmě zjistí, že Zuckermanova firma ještě neposlala žádnou smlouvu. Poté všem přijde upozornění, že Zuckerman vynalezl novou aplikaci „Nana“: Zuckerman tedy celou firmu podvedl a aplikaci ukradl. Tonyho a Paulova firma tím definitivně skončí. Paul úspěšně pomáhá Tonymu usmířit se s Lucy. Na konci filmu všichni tři sedí u moře a Paul jim prozradí, že vymyslel způsob, jak se Zuckermanovi pomstít: dá vědět všem uživatelům, jak citlivá data aplikace shromažďuje o uživatelích, a Zuckermana tím zdiskredituje.

## Obsazení
| Florian David Fitz             | Paul Konaske                  |
| Matthias Schweighöfer          | Toni Katz                     |
| Miriam Stein                   | Lucy                          |
| Hannelore Elsner               | Renate Konaske, Paulova matka |
| Wolfgang Stumph                | Wolfgang Konaske, Paulův otec |
| Katharina Thalbach             | Paulova babička               |
| Johannes Allmayer              | Ronnie                        |
| Sarah Viktoria Frick           | Betty                         |
| Maximilian Meyer-Bretschneider | Maik                          |
| Maria Furtwängler              | Antonietta Kärcher            |
| Artjom Gilz                    | David Zuckerman               |
| Daniel Flieger                 | pan Becht                     |
| Nora Boeckler                  | Jutta                         |

## Vznik filmu

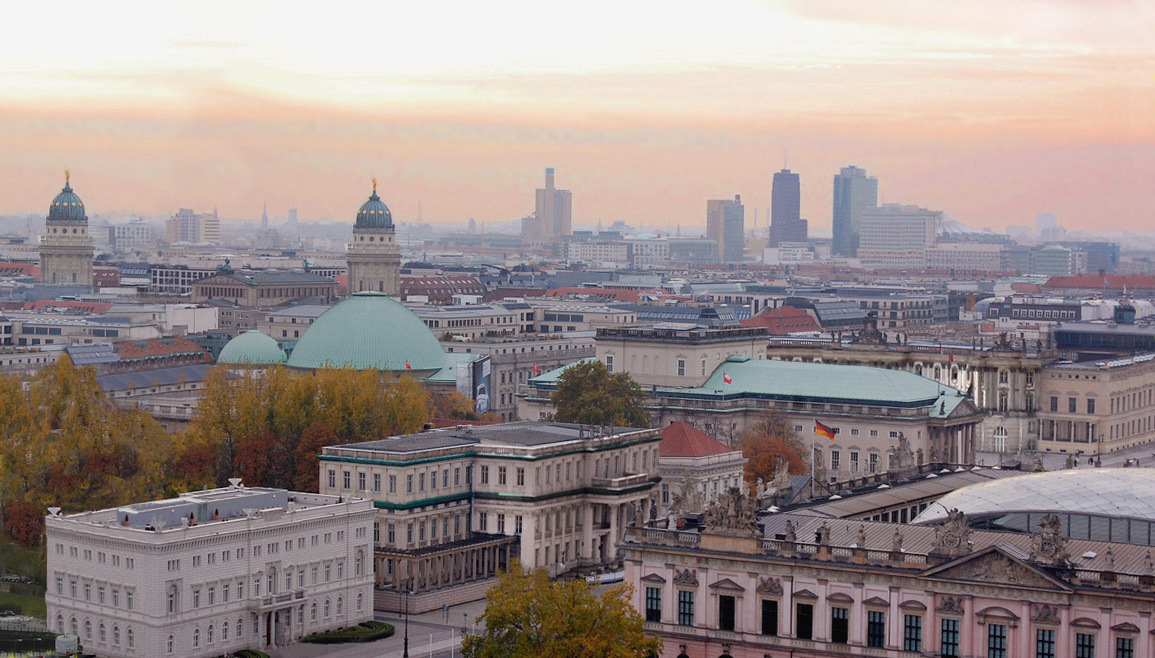
Převážná část filmu se točila v Berlíně

Po filmu Nejkrásnější den (2016) jde o druhou spolupráci mezi Florianem Davidem Fitzem a Matthiasem Schweighöferem. Fitz se znovu objevil jako hlavní herec, scenárista, režisér a koproducent, zatímco Schweighöfer také působil jako hlavní herec a producent, spolu s Marcem Beckmannem a Danem Maagem z jeho produkční společnosti Pantaleon Films. Fitze k napsání filmu inspiroval finský dokument Mý věci  režiséra Petriho Luukkainena, který si do skladiště v Helsinkách uložil všechny své věci a v průběhu jednoho roku si každý den bral zpátky jednu věc. K tomuto činu se rozhodl poté, co zjistil, že mu hromadění věcí nepřináší štěstí.
Hlavní část natáčení proběhla mezi 27. únorem a 30. dubnem 2018, ve středním Německu, zejména v Berlíně a Braniborsku. Kromě toho se natáčelo v hlavní hale letiště Tempelhof, které bylo uzavřeno v roce 2008, a také v Oberbaumbrücke, Kreuzbergu a u East Side Gallery. Dne 23. května 2018 se sešel malý tým v polském městě Łeba, k natočení závěrečné scény filmu, na duně v Baltském moři.
Fitz a Schweighöfer do hlavní ženské role obsadili Miriam Stein, s níž Fitz již předtím natáčel film Hin und weg. Do role Paulových rodičů Fitz obsadil Hannelore Elsner, která se objevila i v jeho režijním debutu Ježíš mě miluje, a Wolfganga Stumpha. Katharina Thalbach, která je o osm let mladší než Elsner, byla podle Fitzových slov jedinou volbou pro roli Paulovy babičky, ale kvůli výraznému věkovému rozdílu musela být namaskována. Roli Davida Zuckermana, parodii Marka Zuckerberga, měl původně ztvárnit Američan. Nakonec si ale Davida zahrál německo-ruský herec a model Artjom Gilz.